# Lichtausbeute
Die Lichtausbeute {\displaystyle \eta _{\mathrm {v} }} einer Lampe ist der Quotient aus dem von der Lampe abgegebenen Lichtstrom {\displaystyle \Phi _{\mathrm {v} }} und der von ihr aufgenommenen Leistung {\displaystyle P}. Ihre SI-Einheit ist Lumen durch Watt (lm/W).
{\displaystyle \eta _{\mathrm {v} }\,=\,{\frac {\Phi _{\mathrm {v} }}{P}}}
Je größer ihr Wert ist, desto größer ist der für das Auge nutzbare Lichtstrom bei gegebener Leistungsaufnahme der Lampe.
Die entsprechende radiometrische Größe, also ohne Berücksichtigung der Empfindlichkeit des Auges, ist die Strahlungsausbeute {\displaystyle \eta _{\mathrm {e} }}.

## Definition
Die Lichtausbeute einer Lampe setzt sich aus zwei Faktoren zusammen: der Strahlungsausbeute {\displaystyle \eta _{\mathrm {e} }} der Lampe (Anteil der aufgenommenen Leistung, der als Strahlung abgegeben wird) und dem photometrischen Strahlungsäquivalent {\displaystyle K} der abgegebenen Strahlung (Empfindlichkeit des Auges für diese Strahlung):
{\displaystyle \eta _{\mathrm {v} }\,=\,\eta _{\mathrm {e} }\cdot K=\,{\frac {\Phi _{\mathrm {e} }}{P}}\cdot {\frac {\Phi _{\mathrm {v} }}{\Phi _{\mathrm {e} }}}}.
Der englische Begriff luminous efficacy kann je nach Kontext {\displaystyle K} (luminous efficacy of radiation) oder {\displaystyle \eta _{\mathrm {v} }} (overall luminous efficacy, luminous efficacy of a light source) bezeichnen.

### Strahlungsausbeute
Die Strahlungsausbeute {\displaystyle \eta _{\mathrm {e} }} (englisch radiant efficiency) einer Lichtquelle ist der Quotient aus der von der Lichtquelle abgegebenen Strahlungsleistung {\displaystyle \Phi _{\mathrm {e} }} und der aufgenommenen (in der Regel elektrischen) Leistung {\displaystyle P}:
{\displaystyle \eta _{\mathrm {e} }\,=\,{\frac {\Phi _{\mathrm {e} }}{P}}}
Je größer diese Zahl ist, umso größer ist derjenige Anteil der aufgenommenen Leistung, der als elektromagnetische Strahlung abgegeben wird. Meist liegt nur ein Teil der abgegebenen Strahlungsleistung im sichtbaren Spektralbereich und ist damit für das Auge als „Licht“ nutzbar.

### Photometrisches Strahlungsäquivalent
Das menschliche Auge ist je nach Wellenlänge des Lichts unterschiedlich empfindlich. Um zu beschreiben, inwieweit elektromagnetische Strahlung als sichtbares Licht nutzbar ist, multipliziert man die in Watt gemessene Strahlungsleistung {\textstyle \Phi _{\mathrm {e} }} mit einem Faktor {\textstyle K}, der die Empfindlichkeit des Auges beschreibt und stark von der Wellenlänge {\textstyle \lambda } abhängig ist. Dieser Faktor ist das photometrische Strahlungsäquivalent. Das Ergebnis ist der Lichtstrom {\displaystyle \Phi _{\mathrm {v} }}, der in der SI-Einheit Lumen angegeben wird:
{\displaystyle \Phi _{\mathrm {v} }=K\cdot \Phi _{\mathrm {e} }\,\,}.
Je größer K ist, desto größer ist der für das Auge nutzbare Lichtstrom bei gegebener Strahlungsleistung einer Lichtquelle. Für grünes Licht der Wellenlänge 555 nm ist das Auge am empfindlichsten; K hat für monochromatisches Licht dieser Wellenlänge seinen maximal möglichen Wert 683 lm/W. Gewöhnlich ist Licht aber ein Gemisch von elektromagnetischer Strahlung verschiedener Wellenlängen. K ist dann das gewichtete Mittel („Durchschnitt“) des photometrischen Strahlungsäquivalents der einzelnen Wellenlängen.

## Lichtausbeute einiger Leuchtmittel

### Thermische Strahler

Strahlungsleistung eines Planckschen Strahlers bei verschiedenen Temperaturen. Ein großer Teil der abgegebenen Strahlung liegt außerhalb des sichtbaren Spektralbereichs

Eine Glühlampe setzt die aufgenommene elektrische Leistung fast vollständig in elektromagnetische Strahlung um ({\displaystyle \eta _{\mathrm {e} }\approx 1}). Näherungsweise lässt sie sich als Planckscher Strahler betrachten. Bei diesem hängt das photometrische Strahlungsäquivalent stark von der Temperatur des Strahlers ab. Erst mit beginnender Rotglut wird ein Teil der Ausstrahlung als sichtbares Licht wahrgenommen, liegt jedoch noch bei den roten Wellenlängen, für die das Auge wenig empfindlich ist. Bei einer Temperatur von 2800 K (der Fadentemperatur einer Glühlampe entsprechend) hat der Plancksche Strahler ein Strahlungsäquivalent von 15 lm/W, wobei 6 % der Strahlung im sichtbaren Bereich von 400 bis 700 nm ausgestrahlt werden. Bei einer Temperatur von 6640 K erreicht der Plancksche Strahler mit 96,1 lm/W das für Plancksche Strahlung maximal mögliche photometrische Strahlungsäquivalent.

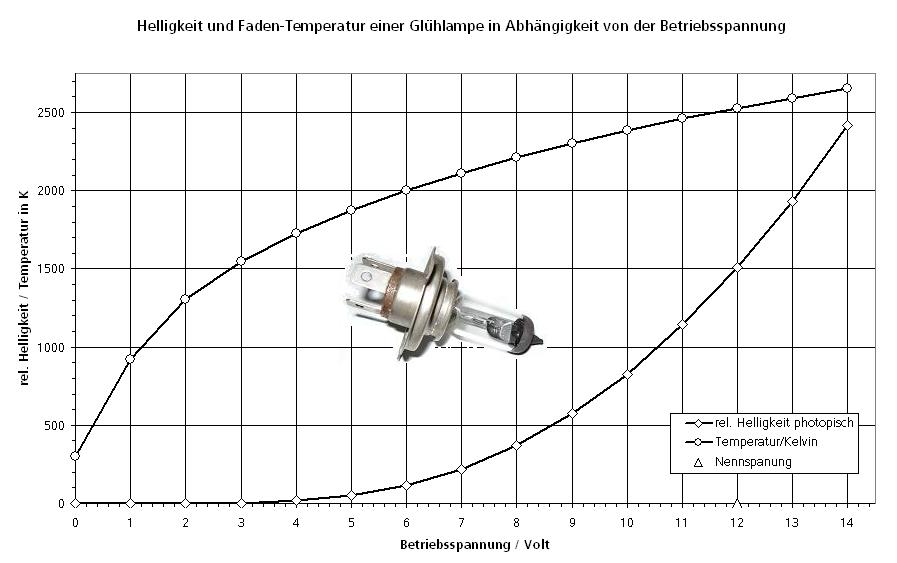
Glühdrahttemperatur (obere Kurve) und relative Lichtausbeute (untere Kurve) einer Glühlampe 12V/60 W in Abhängigkeit von der Betriebsspannung. Die Lichtausbeute wird bei einer 20-prozentigen Erhöhung der Betriebsspannung etwa verdoppelt, die Lebensdauer verringert sich jedoch drastisch.

Da der größte Teil der abgegebenen Strahlung außerhalb das sichtbaren Spektralbereichs liegt, weisen thermische Strahler generell nur ein geringes photometrisches Strahlungsäquivalent auf und erreichen trotz der hohen Strahlungsausbeute nur eine geringe Lichtausbeute. Die Lichtausbeute lässt sich durch höhere Temperaturen steigern, für diesen Vorteil muss man jedoch andere Nachteile in Kauf nehmen. Bei Glühlampen beispielsweise führt eine Erhöhung der Betriebsspannung um 1 % zu einer Erhöhung der Leistung um 1,5 bis 1,6 % und des Lichtstroms um 3,4 bis 4 % (also zu einer besseren Lichtausbeute), aber auch zu einer Verminderung der Lebensdauer um 12 bis 16 %. Eine Überspannung von etwa 10 % reduziert die Lebensdauer auf etwa 50 %.
Bei manchen kurzzeitig betriebenen Glühlampen nimmt man eine deutlich verkürzte Lebensdauer in Kauf, um eine möglichst hohe Lichtausbeute zu erreichen. Während eine normale Allgebrauchsglühlampe (100 W) etwa 14 lm/W bei 1000 Stunden Lebensdauer erreicht, erzielen Kinoprojektionslampen 27 lm/W, haben aber nur eine Lebensdauer von 100 Stunden. Schmalfilmlampen erreichen 27,7 lm/W, ihre Lebensdauer ist jedoch auf 25 Stunden begrenzt. Eine Obergrenze der mit Glühlampen erreichbaren Lichtausbeute liegt bei etwa 40 lm/W.

### Nicht-thermische Strahler
Lichtquellen wie Leuchtstofflampen oder LED-Lampen erreichen wegen der notwendigen verlustbehafteten Vorschaltelektronik sowie der Lichterzeugungs-, Wandlungs- und internen Absorptionsverluste deutlich geringere Strahlungsausbeuten. Sie geben einen Großteil der erzeugten Strahlung jedoch im sichtbaren Bereich ab und erzielen daher wesentlich bessere Lichtausbeuten als Glühlampen.
Die höchsten Lichtausbeuten werden mit Leuchtdioden (120 lm/W, 120 lm/W, 180 lm/W, 211 lm/W), Leuchtstofflampen (etwa 100 lm/W, 110 lm/W) sowie mit Natriumdampf-Niederdrucklampen (bis 183 lm/W) erzielt. Der Nachteil letzterer ist jedoch ihre schlechte Farbwiedergabe.

### Energieeffizienzklassen
Zur Orientierung beim Kauf von Leuchtmitteln gibt die Energieeffizienzklasse des EU-Energielabels Auskunft über die jeweilige Lichtausbeute von Glühlampen, Leuchtstofflampen, Halogenlampen. Die Energieeffizienzklasse A steht hierbei für Produkte mit hoher Lichtausbeute.
| Lampentyp               | Lichtausbeute   | Leistungsaufnahme für 700 Lumen |
| ----------------------- | --------------- | ------------------------------- |
| Glühlampe               | 10 bis 030 lm/W | 60 W                            |
| Kompaktleuchtstofflampe | 50 bis 080 lm/W | 12 W                            |
| Quecksilberdampflampe   | 80 bis 105 lm/W | 7 W                             |
| LED-Lampe               | 60 bis 210 lm/W | 03-8 W                          |

Eine umfangreiche Tabelle mit der Lichtausbeute gibt es im Artikel Lichtquelle. 